# Museo Internazionale delle Donne Artiste
Il Museo Internazionale delle Donne Artiste (MIDA) è situato a Ceresole d'Alba, in provincia di Cuneo.

## Storia
Collocato all'interno della seicentesca chiesa della Madonna dei Prati, è il primo esempio di museo dedicato alle donne artiste presente in Europa.

## Collezioni
Sono presenti opere di:
- Berthe Morisot
- Suzanne Valadon
- Louise Bourgeois
- Beverly Pepper
- Marina Abramovic
- Yoko Ono
- Jenny Holzer
- Mary Cassat
- Rabarama
- Carmen Gloria Morales
- Zhang Hongmei
- Xiao Lu
- Xiao Ge
- Ruchica Wason Sing
- Maria Cristina Carlini
- Yoyoi Kusama
- Paola Gandolfi
- Sonia Delaunay
- Patrizia Taddei